# Minotaur II
Minotaur II är en amerikansk raket i serien Minotaur. Raketen finns med tre olika tredjesteg vilket gör att den kan leverera laster från 400 kg till 1 400 kg och nå mål på upp till 8 000 km från startplatsen. Raketen bygger på teknik från den ballistiska roboten LGM-30 Minuteman och består av tre steg med fast bränsle.

## Uppskjutningar
| Datum (UTC)                | Raket        | Last             | Uppskjutningsramp | Banna    | Resultat   |
| -------------------------- | ------------ | ---------------- | ----------------- | -------- | ---------- |
| 28 maj 2000, 20:00         | Minotaur II  | OSP-TLV          | Vandenberg LF-06  | Kastbana | Lyckad     |
| 12 december 2001           | Minotaur II  | IFT-7            | Vandenberg LF-06  | Kastbana | Lyckad     |
| 16 mars 2002, 02:11        | Minotaur II  | TLV-1 IFT-8 GMDS | Vandenberg LF-06  | Kastbana | Lyckad     |
| 15 oktober 2002,02:01      | Minotaur II  | TLV-3 GMDS       | Vandenberg LF-06  | Kastbana | Lyckad     |
| 11 december 11 2002, 08:26 | Minotaur II  | TLV-4 GMDS       | Vandenberg LF-06  | Kastbana | Lyckad     |
| 20 mars 2007, 04:27        | Minotaur II  | TLV-5 FTX-02 SBR | Vandenberg LF-06  | Kastbana | Lyckad     |
| 23 augusti 2007, 08:30     | Minotaur II+ | TLV-7 Mission 2a | Vandenberg LF-06  | Kastbana | Lyckad     |
| 24 september 2008, 06:57   | Minotaur II+ | TLV-8 Mission 2b | Vandenberg LF-06  | Kastbana | Lyckad     |
| 7 juli 2022, 06:01         | Minotaur II+ | Mk21A            | Vandenberg TP-01  | Kastbana | Misslyckad |